# ايفان بتروف
ايفان بتروف (بالروسية: Петров, Иван Иванович)‏ (و. 1920 – 2003 م) هو ممثل، ومغني، ومغني أوبرا، ومعلم موسيقى، من روسيا، ولد في إيركوتسك، توفي في موسكو، عن عمر يناهز 83 عاماً.

## جوائز
حصل على جوائز منها:
- جائزة الاتحاد السوفييتي الحكومية
- ميدالية العامل المخضرم [الإنجليزية]‏
- وسام العمل الشجاع في الحرب الوطنية العظمى 1941-1945
- وسام ترتيب الصداقة بين الشعوب
- وسام لينين
- فنان الشعب في الاتحاد السوفيتي
- وسام الاحتفال بالذكرى السنوية ال850 لموسكو  [لغات أخرى]‏.

## روابط خارجية
- ايفان بتروف على موقع IMDb (الإنجليزية)
- ايفان بتروف على موقع ميوزك برينز (الإنجليزية)
- ايفان بتروف على موقع ميوزك برينز (الإنجليزية)
- ايفان بتروف على موقع أول ميوزيك (الإنجليزية)
- ايفان بتروف على موقع قاعدة بيانات الفيلم (الإنجليزية)